# رشيد بنزين
رشيد بنزين (بالفرنسية: Rachid Benzine)‏ (5 يناير 1971، القنيطرة) هو كاتب ومفكر وباحث مغربي في الشأن الإسلامي مقيم في فرنسا. يعتبر أحد الشخصيات البارزة في الإسلام الليبرالي الفرنكفوني.

## مسيرته
ولد رشيد بنزين بتاريخ 5 يناير 1971 بمدينة القنيطرة.في سن السابعة ذهب إلى فرنسا. في عام 1996، أصبح بطل فرنسا في كيك بوكسينغ.

## جوائز
في أغسطس 2016، وشّحه الملك محمد السادس بوسام المكافأة الوطنية من درجة قائد.